# 神沢の森
神沢の森（かんざわのもり）は、群馬県前橋市の地名。郵便番号は379-2103。2013年現在の面積は0.53km2。
また、プラスでは同町一帯をプラスランドと呼んでおり1990年から整備を行っている。

## 地理
森林でプラスのアトリエや前橋工場とゲストハウスの音羽倶楽部があり、住宅はない。

## 小・中学校の学区
住宅がないため小学校、中学校ともに通学区域に指定されていない。

## 交通

### 鉄道
鉄道駅はない。

### 道路
国道は通っておらず、県道は群馬県道114号苗ヶ島飯土井線が通っている。

## 施設
- プラス前橋工場
- プラスアトリエファクトリー
- 音羽倶楽部